# Gouania frangulifolia
Gouania frangulifolia là một loài thực vật có hoa trong họ Táo. Loài này được (Willd. ex Roem. & Schult.) Radlk. mô tả khoa học đầu tiên năm 1878.